# Gheorghe Boghiu
Gheorghe Boghiu (ur. 26 października 1981 w Kiszyniowie) – mołdawski piłkarz grający na pozycji napastnika.  Od lata 2011 roku jest zawodnikiem azerskiego klubu AZAL PFK Baku. W reprezentacji Mołdawii zadebiutował w 2005 roku. Do tej pory rozegrał w niej dwa spotkania (stan na 18.12.2011).